# 해나 시몬
해나 시몬(Hannah Simone, 1980년 8월 3일 ~ )은 캐나다의 배우이다.

## 출연 작품
- 밴드 에이드 (2017)
- 킬링 군터 (2017)
- 포크 히어로 & 퍼니 가이 (2016)
- 뉴 걸 5 (2016)
- 미스 인디아 아메리카 (2015)
- 뉴 걸 4 (2014)
- 뉴 걸 3 (2013)
- 올드보이 (2013)
- 뉴 걸 2 (2012)
- 뉴 걸 1 (2011)